# Köztársasági elnök
Köztársasági elnöknek nevezik általában a köztársasági államformájú országok államfőjét. Jogköre kormányzati rendszerektől függően eltérő lehet, de általában közös elem, hogy egy személyben tölti be az államfői posztot, választás útján kerül hatalomra és korlátozott ideig marad hivatalban.

## A köztársasági elnök jogkörének típusai
- a köztársasági elnök egyben a végrehajtó hatalom feje (például USA)
- a köztársasági elnök osztozik a végrehajtó hatalmon a miniszterelnök vezette kormánnyal (például Franciaország, Oroszország, Románia)
- a köztársasági elnök a törvényhozó, végrehajtó és bírói hatalomtól egyaránt független személy, egyfajta semleges szereplője a politikai életnek. Ebben az esetben is különböző mértékű jogosítványokkal rendelkezhet:
  - erős köztársasági elnök (például Lengyelország, Finnország)
  - közepes erősségű köztársasági elnök (például Magyarország)
  - gyenge köztársasági elnök (például Ausztria, Németország)

## Megválasztásának módja
- közvetlenül a választópolgárok által (például Ausztria, Franciaország,  Lengyelország, Oroszország, Románia)
- elektori rendszer (például USA)
- a törvényhozó testület által (például Magyarország, Németország)

## A magyar köztársasági elnök
A magyar köztársasági elnök fontosabb feladatai és jogai:
- A köztársasági elnök látja el kézjegyével a törvényeket, s azok parlamenti elfogadását követő legkésőbb 5. napon ki is hirdeti őket. Összehívja és megnyitja az országgyűlés alakuló ülését, javaslatot tesz a miniszterelnök személyére az országgyűlésnek, valamint a miniszterelnök javaslatára kinevezi a kormány tagjait.
- Az országgyűlés által elfogadott törvényt – még az aláírás előtt – a köztársasági elnök véleményezésre megküldheti az Alkotmánybíróságnak, ha annak valamelyik rendelkezését alkotmányellenesnek tartja. Ezt hívjuk előzetes normakontrollnak. A köztársasági elnök az országgyűlés által elfogadott törvényeket aláírás előtt megfontolás végett, észrevételeinek közlésével visszaküldheti az országgyűlésnek.
- A köztársasági elnök nevezi ki a bírákat, dönthet a mentelmi joguk felfüggesztéséről. Az országgyűlés szavaz a köztársasági elnök által a Kúria elnökének, legfőbb ügyésznek jelölt személyről. A legfőbb ügyész helyetteseit a köztársasági elnök nevezi ki.
- A miniszterelnök javaslatára a köztársasági elnök nevezi ki a Magyar Nemzeti Bank, a Gazdasági Versenyhivatal, a Magyar Távirati Iroda, és a Nemzeti Hírközlési és Informatikai Tanács elnökét, s javaslatot tehet az országgyűlési biztosok személyére, akiket a parlament választ meg végül.
- A felsőoktatási intézmények tanácsának javaslatára, a nemzeti erőforrás miniszter előterjesztése alapján kinevezi vagy felmenti az egyetemi tanárokat, rektorokat.
- A külügyminiszter előterjesztése alapján nevezi ki vagy menti fel a nagyköveteket és követeket, az illetékes miniszterek (belügy- hadügy- pénzügyminiszter) javaslatára lépteti elő a tábornokokat.
- A Magyar Tudományos Akadémia elnökét az akadémikusok közgyűlése választja meg, s a köztársasági elnök erősíti meg hivatalában.
- A Magyar Köztársasági Érdemrendet a miniszterelnök, a Magyar Köztársasági Érdemkeresztet az illetékes miniszter előterjesztése alapján adományozza és adja át ünnepélyes keretek között a köztársasági elnök.
- A belügy- vagy az igazságügyminiszter előterjesztése alapján dönt állampolgári ügyekben, a legfőbb ügyész előterjesztése alapján a köztársasági elnök adhat egyéni kegyelmet (általános amnesztiát azonban csak a parlament hirdethet), s szintén a belügyminiszter előterjesztésére dönt a városi cím adományozásáról, illetve a községalakításról
- Kitűzi az országgyűlési és az önkormányzati választások időpontját.
- A köztársasági elnök a fegyveres erők főparancsnoka.